# 青衣女鬼
青衣女鬼是中国传说的女鬼怪，讲述的是管某偷伺時趕走覓替女鬼，救下鄰婦，後來就不再對鄰婦存非分之想的故事，记载于《夜譚隨錄》。西川满日本引言揚後的第一作也叫「青衣女鬼」， 剧情里，一女鬼诱人自缢，但那个人被某少年解救。也是陳千武遣返后第一作，故事中少年虽然爬上墙头动机不良，但作者肯定了他在少妇寻死上吊时能救人一命，并拒收谢金的高尚行为。作者以少年能从此改邪归正，警劝世上的浪荡公子应该修身养性，端正行为。中國百姓常掛在口中講述的鬼怪除了「青衣鬼」和「女鬼」，還有「吊死鬼」、「淹死鬼」、「小兒鬼」、「食屍鬼」、「痴鬼」、「骷髏女（骷髅鬼）」等等，鬼怪一般在陽間行善懲惡，或繼續幹壞事。

## 原文
陳憂憤成疾，目雙瞽，鏡為其婿盜去，不知所終。蘭岩曰:小人無罪，懷璧其罪。古之以寶物召禍者，可勝計哉?青衣女鬼姑蘇顏勿三圖憐，言其鄉有管姓少年，因鄰家少婦佳麗，百計思覯。一日，復於牆頭窺視，見婦方絡絲簷下，顰眉淚睫，顏色悲慘，其姑喃喃數之於房中。

## 参看
- 中国妖怪列表